# Ecgonine
L'ecgonine est un composé chimique de la famille des alcaloïdes tropaniques, présent naturellement dans les feuilles de coca. Sa structure est très proche de la cocaïne dont elle est un précurseur et un métabolite, ceci justifiant qu'elle fasse partie des substances contrôlées, ainsi que l'ensemble de ses précurseurs.

## Structure chimique
Structurellement, l'ecgonine est un dérivé du tropanol (plus précisément de la pseudotropine), c'est-à-dire une molécule de cycloheptane avec un pont azoté entre les carbones 1 et 5, l'atome d'azote étant lui-même méthylé, et un groupe hydroxyle sur le carbone 3, en position exo. L'ecgonine possède en plus un groupe carboxyle sur le carbone 2.

## Propriétés
L'ecgonine se présente sous la forme de cristaux blancs. Ceux-ci ont une température de fusion comprise entre 198  et   199 °C.
L'ecgonine est optiquement active : elle est lévogyre. Cependant, chauffée en milieu basique, elle se transforme en iso-ecgonine qui est dextrogyre.
L'ecgonine possède à la fois des propriétés acide (groupe carboxyle) et basique (azote méthylé). C'est aussi un alcool secondaire.

## Synthèse
Naturellement présente dans les feuilles de coca, l'ecgonine peut aussi être obtenue par hydrolyse acide (rétro-estérification) ou basique (saponification) de la cocaïne.

## Utilisations

### Synthèses
L'ecgonine peut être déshydratée, par exemple avec le pentachlorure de phosphore en ecgonidine (anhydroecgonine). Cette dernière chauffée à 280 °C en présence d'acide chlorhydrique peut être décarboxylée en tropidine.
L'ecgonine peut aussi être transformée en cocaïne, par une double estérification :
- estérification du groupe hydroxyle avec l'acide benzoïque (ce qui donne la benzoylecgonine) ;
- estérification du groupe carboxyle avec le méthanol.

## Consommation
L'ecgonine est consommée par le mâchage traditionnel dans les pays andins des feuilles de coca. La consommation peut entraîner une dépendance.